# Oe
Oe występuje między innymi w łacinie i odpowiada współcześnie wymowie /e/ lub /ö/, w łacinie klasycznej zbliżone do niemieckiego eu, a w archaicznej /oj/. W łacińskich tekstach bywa też zastępowane ligaturą Œ. W języku niemieckim zastępuje ö przy braku odpowiednich czcionek, zaś w norweskim - ø. W języku niderlandzkim podwójna samogłoska oe jest w wymowie zbliżona do polskiego u.